# كأس السوبر الأوروبي 1993
كأس السوبر الأوروبي 1993 هو الموسم 18 من  كأس السوبر الأوروبي. أشرف على تنظيمه الاتحاد الأوروبي لكرة القدم، وكان عدد الأندية المشاركة فيه  2، وفاز فيه نادي بارما.